# Leiochrides
Leiochrides is een geslacht van borstelwormen uit de familie van de Capitellidae.

## Soorten
- Leiochrides africanus Augener, 1918
- Leiochrides andamanus Green, 2002
- Leiochrides australis Augener, 1914
- Leiochrides biceps Hartman, 1954
- Leiochrides branchiatus Hartman, 1976
- Leiochrides deltaicus (Capaccioni-Azzati & Martin, 1992)
- Leiochrides guangxiensis Lin, García-Garza, Lin, & Wang, 2020
- Leiochrides hemipodus Hartman, 1960
- Leiochrides norvegicus Fauchald, 1972
- Leiochrides pallidior (Chamberlin, 1918)
- Leiochrides yokjidoensis Jeong, Wi & Suh, 2017